# Galleria Adige-Garda

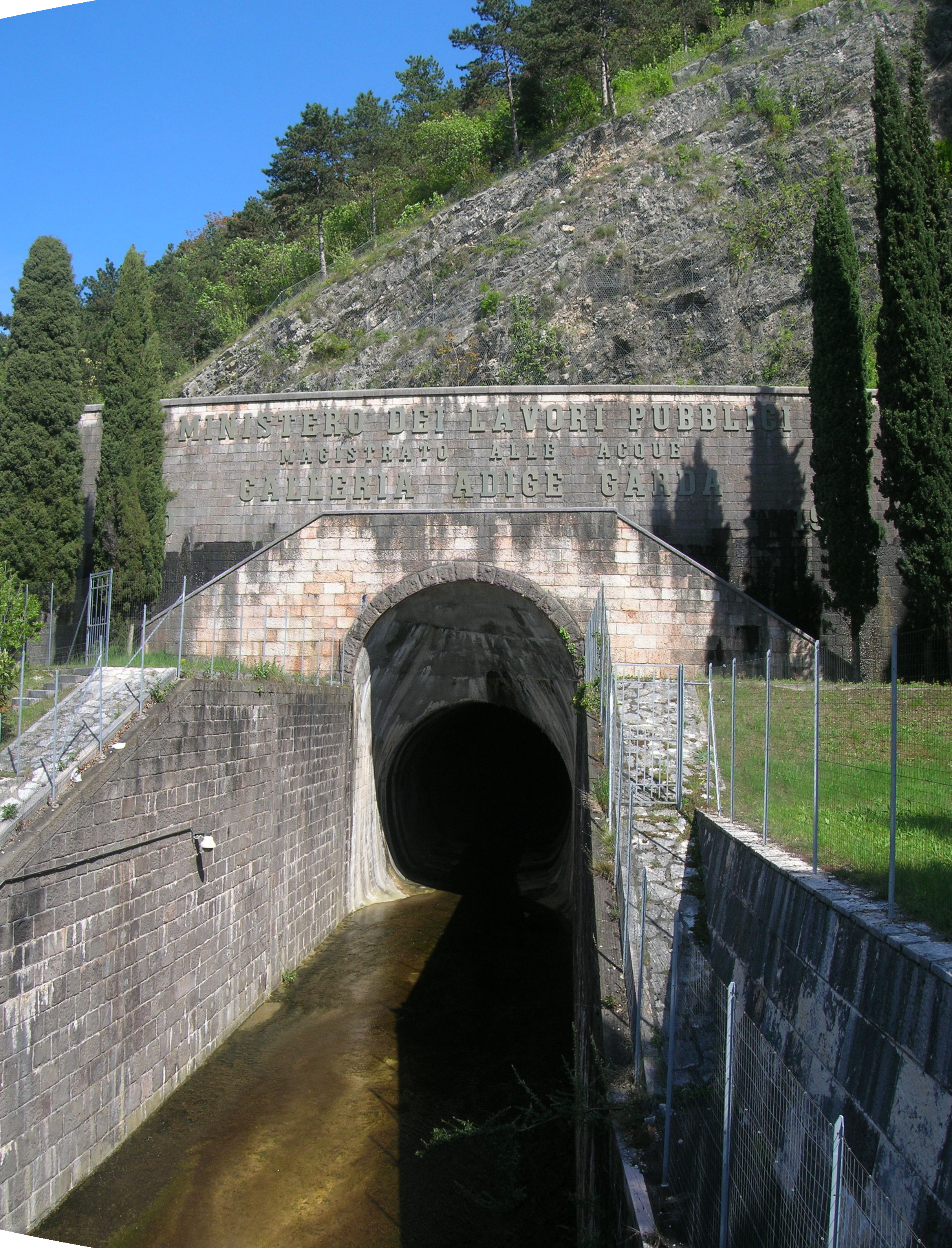
Lo sbocco della galleria a Torbole, visibile dalla Gardesana Orientale

La galleria Adige-Garda (o galleria Mori-Torbole) è un canale scolmatore artificiale che scorre interamente in una galleria lunga circa 10 km, il cui scavo iniziò il 1º marzo del 1939 e fu terminato nel 1959. Consente a parte delle acque del fiume Adige di defluire nel lago di Garda e viene utilizzato solo in caso di pericolo di inondazioni nel Trentino meridionale e nelle parti attraversate dall'Adige della provincia di Verona. Il progetto della galleria è opera dell'ingegnere trentino Tommaso Stolcis (1878-1978) che già nel 1927 concepì lo schema realizzativo successivamente adottato il cui originale trovasi depositato presso l'Accademia Roveretana degli Agiati. 

## Descrizione e caratteristiche
L'imbocco è a nord del Ponte di Ravazzone nel territorio comunale di Mori e lo sbocco poco a sud di Torbole, nel comune di Nago-Torbole, entrambi in Trentino. Ha la funzione di ridurre i livelli idrometrici del fiume Adige a monte del Veronese, scaricando le acque in eccesso nel Benaco. Per innalzare di 1 cm il livello del lago di Garda, la galleria deve scaricarvi circa 3 700 000 metri cubi d'acqua.
Lo scolmatore, largo 7 metri di diametro, ha la possibilità di muovere fino a 500 m³/s dall'Adige verso il lago di Garda senza alcun bisogno di azioni meccaniche in quanto viene sfruttato il dislivello naturale di 100 metri esistente tra l'ingresso e l'uscita.
Le apparecchiature elettromeccaniche a corredo della galleria Adige-Garda sono costituite da griglie, porte stagne e paratoie con relativi quadri di comando e controllo alloggiati in appositi locali. Le paratoie sono posizionate su quattro finestre di immissione; ogni paratoia ha una larghezza di 9,50 m ed è costituita da due pannelli sovrapposti, dell'altezza di 3 m quello inferiore e di 5 m quello superiore.
Durante le aperture della galleria si ha un intorbidimento delle acque del lago. L'improvviso ingresso delle acque dell'Adige, che sono notevolmente più fredde e limacciose di quelle del lago, provoca un considerevole shock termico e un non trascurabile peggioramento dell'habitat dei pesci. A ciò si aggiunga l'inquinamento da metalli pesanti che caratterizza l'Adige.
Per tali motivi la galleria viene usata di rado ed esclusivamente in occasione di situazioni di rischio di inondazioni nel bacino atesino, fine che ha determinato la necessità della sua costruzione.

## Storia

### Primo progetto
Fu il padre dei francescani e cartografo della Serenissima Vincenzo Maria Coronelli nel 1712 a proporre per primo di moderare il flusso dell'Adige utilizzando il lago di Garda come cassa di espansione. A tale scopo propose lo scavo di una galleria di circa 8 km che presso la chiusa di Ceraino collegasse il fiume Adige con il basso lago di Garda. L'idea fu accantonata alla fine per lo scarso dislivello esistente tra l'Adige e il Garda.

### Inizio della costruzione
Dopo le grandi alluvioni della seconda parte del XIX secolo, l'ultima delle quali nel 1882, emerse in tutta la sua urgenza la necessità di difendere la città di Verona dalle piene del fiume Adige. Riprendendo l'idea di Coronelli, il magistrato delle acque di Venezia propose di alleggerire la portata di piena dell'Adige mediante la costruzione di una galleria diversiva, per convogliare nel lago di Garda parte della portata eccedente le capacità ricettive dell'alveo del fiume. L'estensione dello specchio lacustre, pari a circa 370 km², è tale da consentire la laminazione di ingenti volumi di deflusso con modesti aumenti del suo livello. La soluzione ritenuta più idonea fu quella di prevedere la galleria scolmatrice, con origine in sponda destra del fiume Adige, presso Ravazzone di Mori e con sbocco nel lago di Garda a sud dell'abitato di Torbole, dove la profondità del lago è tale da poter ricevere senza danni il materiale solido, eventualmente trasportato dalle acque.
L'approvazione del progetto avvenne il 3 febbraio 1939 a cui seguirono quasi immediatamente i lavori di costruzione che iniziarono il 1º marzo del 1939. I primi lavori di sbancamento assieme ai primi studi erano stati effettuati già due anni prima.

### Utilizzo bellico
Durante la seconda guerra mondiale, a partire dall'autunno 1943, la galleria dalla parte dello sbocco presso Torbole fu predisposta per la produzione bellica. Con la tarda primavera 1944 l'industria Caproni con 1 300 operai iniziò a fornire all'industria bellica tedesca vari pezzi per le Wunderwaffen come per la Me 163, Me 262, la Fieseler Fi 103 e l'A4, quest'ultimi meglio noti come V1 e V2.
La vicenda è raccontata nel libro "Tunnel Factories" di Giorgio Danilo Cocconcelli (2001) e nel documentario del 2010 di Mauro Vittorio Quattrina dallo stesso titolo: Tunnel Factories; quest'area del lago di Garda nella zona di Torbole assunse quindi, durante le fasi finali del conflitto, che coincisero con la vita della Repubblica Sociale Italiana, una notevole importanza strategica nella produzione di armamenti.

### Continuazione dei lavori
Finiti gli eventi bellici, i lavori per la galleria ripresero nel 1954 per essere poi ultimati il 18 maggio del 1959.
La realizzazione della galleria, soluzione indispensabile per la salvaguardia territoriale e idraulica del Basso Trentino e dell'Alto Veronese, ha provocato la scomparsa del lago di Loppio, posto tra Mori e Torbole, che rimase senz'acqua a causa delle infiltrazioni e del conseguente sprofondamento delle falde freatiche. Altre motivazioni derivano dall'eliminazione delle sue sorgenti e nella realizzazione dei canali di drenaggio. Venne quindi presa la decisione di prosciugarlo definitivamente.

### Ultimi lavori di risanamento
Già dal 1995 si è pensato di effettuare una prima perizia per acquisire alcune informazioni per un restauro della galleria e nel 1998 sono quindi state effettuate numerose rilevazioni, finché nel 2001 arrivò un primo finanziamento da parte dello Stato. Un secondo progetto per la realizzazione del restauro vero e proprio arrivò tra il 2002 e il 2003, ma l'impresa costruttrice non fornì sufficienti garanzie quindi la protezione civile suggerì di effettuare due progetti separati: uno per il risanamento della galleria e l'altro per il ripristino del lago di Loppio. Il progetto è stato quindi approvato nel 2005.

## Utilizzo e gestione

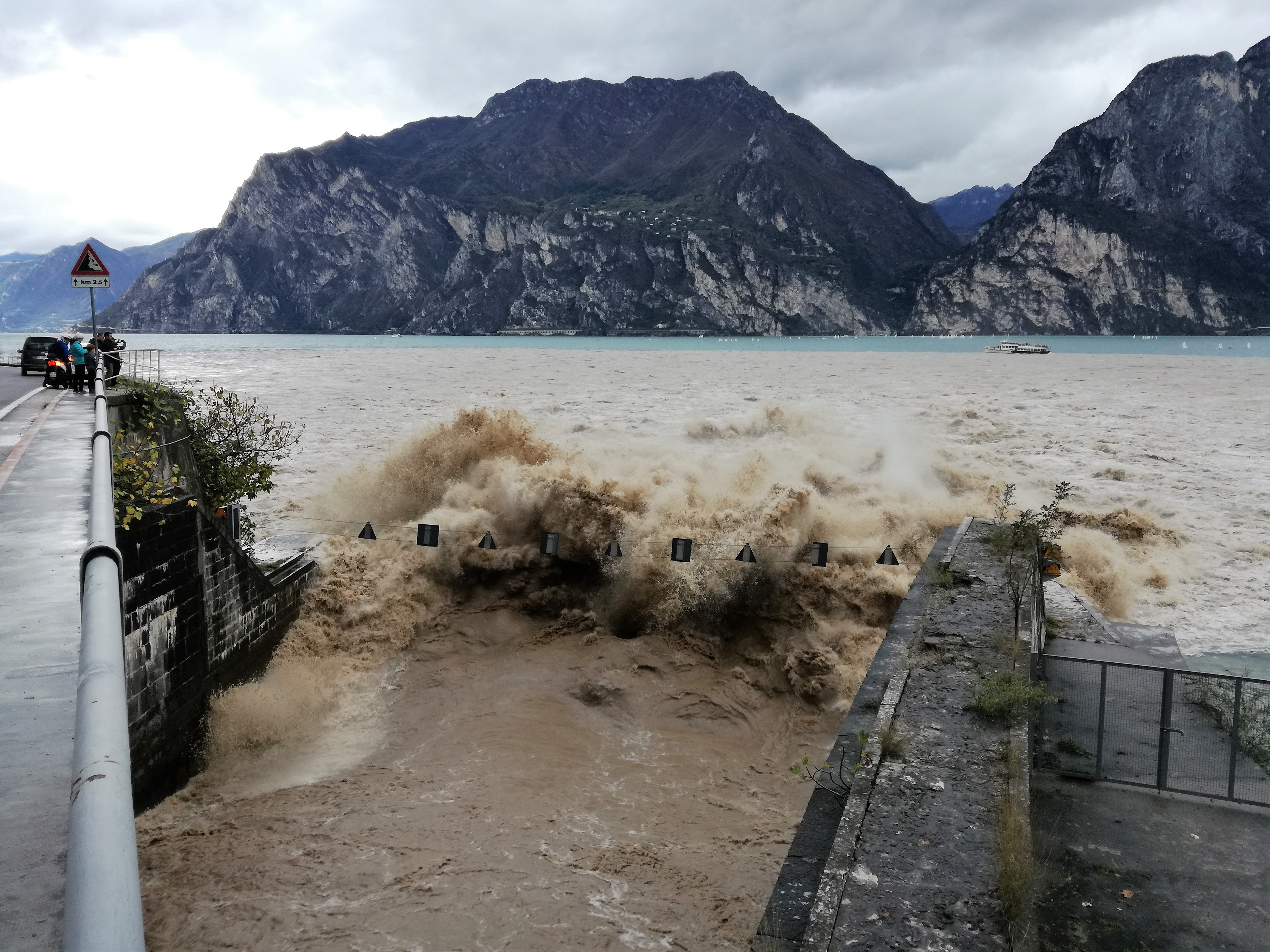
Lo scarico nel lago di Garda dopo l'apertura del 29 ottobre 2018, durante il transito della tempesta Vaia

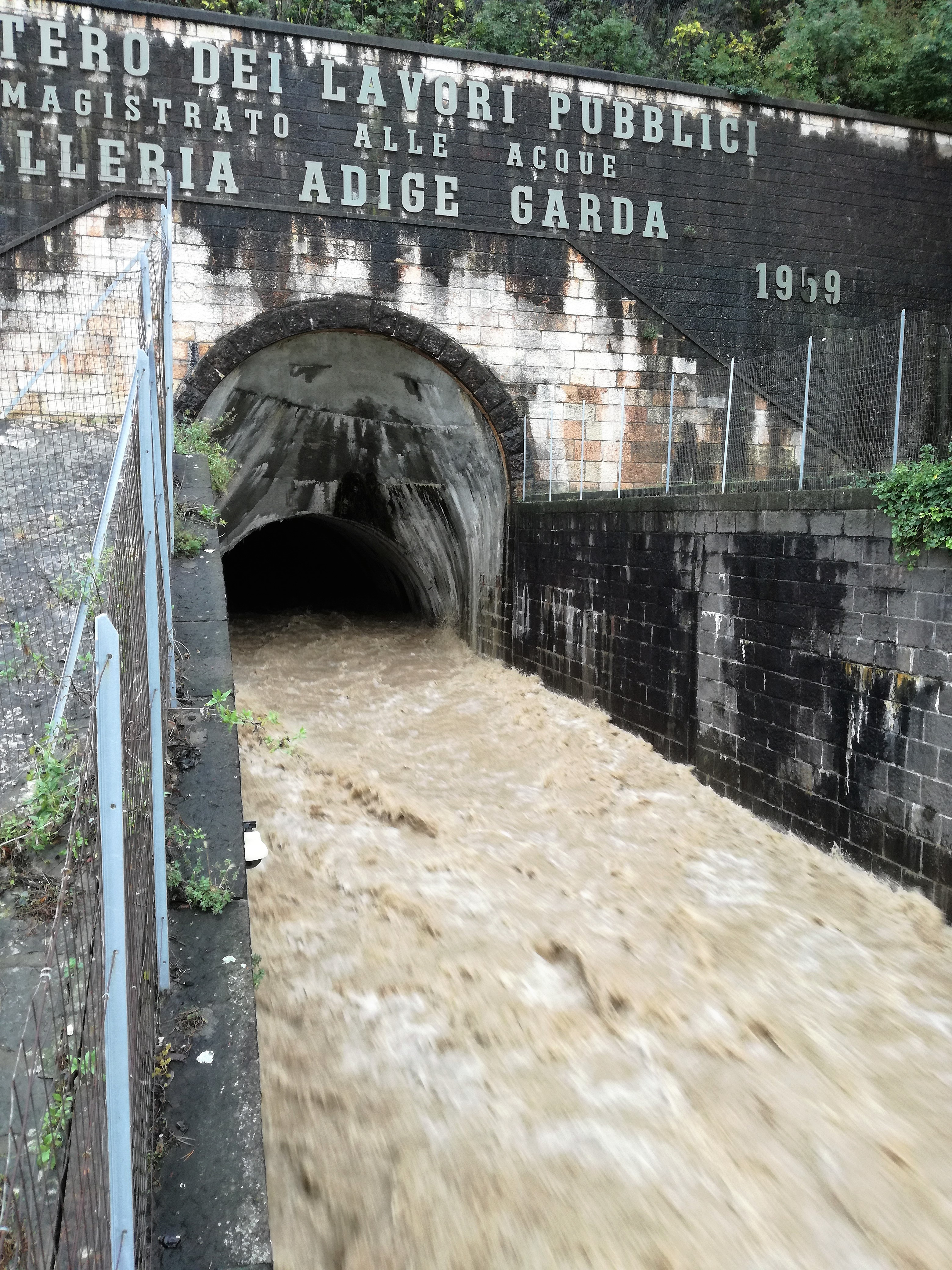
La portata dopo l'apertura del 29 ottobre 2018

In considerazione degli effetti che la sua apertura comporta, la galleria è stata utilizzata raramente, in occasione di importanti piene dell'Adige. Essa fu aperta nove volte dall'Ufficio del Genio civile di Trento in occasione degli eventi di piena dell'Adige verificatesi tra il 1960 e il 1983. La competenza esclusiva sull'opera venne attribuita dallo Stato (come Ministero dei lavori pubblici) al Magistrato alle acque di Venezia soltanto fino all'anno 2000. Dopo il passaggio della gestione dell'opera dallo Stato al "servizio bacini montani" della provincia autonoma di Trento, la protezione civile trentina ha ricevuto l'incarico, d'accordo con le regioni limitrofe, per poter aprire le paratie. Da quando la gestione è passata alla provincia trentina, la galleria è stata aperta altre cinque volte: nel novembre 2000 (in tale occasione le acque del lago di Garda raggiunsero un livello di oltre 240 cm e tracimarono in diversi punti, allagando numerosi paesi lacustri), nel novembre 2002, il 29 ottobre 2018, quando il fiume a Trento aveva superato abbondantemente i 5 metri, e infine il 31 ottobre 2023.
Il 1º luglio 2002 è stata firmata una convenzione per l'utilizzo della galleria tra la provincia autonoma di Trento, la regione Veneto, la regione Lombardia, l'Agenzia Interregionale per il fiume Po e le autorità del bacino del fiume Po e del fiume Adige. La convenzione prevede criteri per l'apertura, l'utilizzo e la chiusura della galleria in base ai vari livelli idrometrici del fiume Adige.
Le attività annuali di manutenzione comportano l'apertura temporanea delle paratoie per verificarne il funzionamento, con conseguente immissione nel lago di una modesta quantità di acqua.

## Dati tecnici
Di seguito alcuni dati tecnici relativi alla galleria.
- lunghezza: 9 873 m
- quota di imbocco: 161 m s.l.m.
- quota di sbocco: 55 m s.l.m.
- dislivello: 106 m
- pendenza: 0,8688%
- sezione policentrica con diametro medio: 8 m
- sezione idraulica netta: 50,40 m²
- portata massima: 500 m³/s
- velocità dell'acqua a portata massima: 11 m/s
- velocità dell'acqua a portata minima: 5 m/s
- cunicolo sotto arco rovescio di diametro: 1,00 m
- tirante d'aria tra pelo acqua massimo e sommità calotta: 1,50 m

## Principali aperture della galleria
Le principali aperture della galleria nei suoi 65 anni di vita sono state tredici.
| Data di apertura  | Acqua scaricata nel lago | Portata massima |
| ----------------- | ------------------------ | --------------- |
| 17 settembre 1960 | 70 000 000 m³            | 450 m³/s        |
| 2 settembre 1965  | 79 000 000 m³            | 440 m³/s        |
| 17 agosto 1966    | 17 000 000 m³            | 280 m³/s        |
| 4 novembre 1966   | 64 000 000 m³            | 492 m³/s        |
| 14 settembre 1976 | 12 000 000 m³            | 300 m³/s        |
| 17 novembre 1980  | 26 000 000 m³            | 300 m³/s        |
| 19 luglio 1981    | 7 000 000 m³             | 300 m³/s        |
| 23 maggio 1983    | 20 000 000 m³            | 300 m³/s        |
| 17 novembre 2000  | 4 700 000 m³             | 100 m³/s        |
| 26 novembre 2002  | 6 100 000 m³             | 100 m³/s        |
| 29 ottobre 2018   | 17 500 000 m³            | 350 m³/s        |
| 03 marzo 2022     | 6 100 000 m³             | 100 m³/s        |
| 31 ottobre 2023   | 3 500 000 m³             | 150 m³/s        |